# فهرست آثار ملی استان قم

شهرستان های استان قم

استان قم یکی از استان‌های ایران است که در مرکز این کشور و در جنوب استان تهران، شمال استان اصفهان، شرق استان مرکزی و غرب استان سمنان واقع شده‌است. مرکز این استان، شهر قم است. این استان در یک منطقهٔ خشک و نیمه‌خشک واقع شده‌است و آب و هوای گرم و خشک دارد. مناطق جنوبی و غربی استان دارای آب و هوای کوهستانی و کوه‌های مرتفع است. مناطق شرقی، مرکزی و شمالی استان نیز دارای کویر و بیابان گسترده‌است که بزرگ‌ترین آن‌ها دشت مسیله است. استان قم از نظر وسعت پس از استان البرز کوچک‌ترین استان ایران است. استان قم دارای سه شهرستان است. شهرهای قم ، کهک و سلفچگان مهم‌ترین شهرهای استان به‌شمار می‌روند. از معروف‌ترین روستاهای استان قم می‌توان به فردو، وشنوه، خاوه و کرمجگان اشاره کرد.

## آثار ثبت‌شده

### شهرستان جعفرآباد
| ردیف | نام اثر                           | نگاره          | دیرینگی                    | موقعیت                                                                                | شمارهٔ ثبت | تاریخ ثبت  | منبع  |
| ---- | --------------------------------- | -------------- | -------------------------- | ------------------------------------------------------------------------------------- | --------- | ---------- | ----- |
| ۱    | آتشکده نویس                       |                | ساسانی                     | شهرستان جعفرآباد، بخش قاهان، روستای نویس                                              | ۳۴۴       | ۱۳۲۱/۰۳/۲۰ | [ ۴ ] |
| ۲    | قلعه تپه طغرود                    | بارگذاری تصویر | تاریخی ـ اسلامی            | شهرستان جعفرآباد، بخش مرکزی، روستای طغرود                                             | ۴۶۳۳      | ۱۳۸۰/۱۰/۱۱ |       |
| ۳    | کاروانسرای کوه نمک                |                | سلجوقیان ـ صفویه           | شهرستان جعفرآباد، کنارجاده قم، به سمت جعفریه، مقابل کوه نمک                           | ۴۷۷۲      | ۱۳۸۰/۱۱/۲۳ |       |
| ۴    | شاهزاده مهدی غائب                 | بارگذاری تصویر | صفویه                      | شهرستان جعفرآباد، بخش قاهان، روستای کاسوا                                             | ۴۸۵۷      | ۱۳۸۰/۱۲/۱۹ |       |
| ۵    | شاهزاده ابوطالب                   | بارگذاری تصویر | صفویه                      | شهرستان جعفرآباد، بخش قاهان، روستای نویس                                              | ۴۸۵۹      | ۱۳۸۰/۱۲/۱۹ |       |
| ۶    | مجموعه آب‌انبار و مسجد جامع پاچیان |                | قاجاریه - معاصر            | شهرستان جعفرآباد، بخش مرکزی، درون بافت روستای پاچیان                                  | ۵۶۷۶      | ۱۳۸۰/۱۲/۲۵ |       |
| ۷    | امامزاده عاقب                     | بارگذاری تصویر | ۱۳۱۵ ه‍.ق                    | شهرستان جعفرآباد، بخش قاهان، روستای بنابر                                             | ۶۵۱۸      | ۱۳۸۱/۰۷/۰۷ |       |
| ۸    | شاهزاده احمد بن علی               |                | صفویه ـ قرن ۸ ق            | شهرستان جعفرآباد، بخش قاهان، روستای کاسوا                                             | ۶۵۱۹      | ۱۳۸۱/۰۷/۰۷ |       |
| ۹    | تپه گردالی و محوطه گورستان        | بارگذاری تصویر | پیش از تاریخ               | شهرستان جعفرآباد، بخش مرکزی، سمت جنوب و غرب جاده خاکی مابین روستاهای طغرود و دولت‌آباد | ۸۶۳۳      | ۱۳۸۲/۰۲/۰۹ |       |
| ۱۰   | تپه مزرعه کهک                     | بارگذاری تصویر | پیش از تاریخ               | شهرستان جعفرآباد، بخش مرکزی، ۱/۵ کیلومتری سمت شمال روستای دولت‌آباد                    | ۸۶۳۵      | ۱۳۸۲/۰۲/۰۹ |       |
| ۱۱   | آرامگاه امامزاده هادی جمزقان      | بارگذاری تصویر | صفویه                      | شهرستان جعفرآباد، بخش قاهان، خارج از بافت روستای جمزقان                               | ۱۰۴۴۷     | ۱۳۸۲/۰۷/۰۱ |       |
| ۱۲   | آرامگاه بی‌بی شریفه خاتون نویس     |                | صفویه ـ قاجاریه            | شهرستان جعفرآباد، بخش قاهان، درون بافت روستای نویس                                    | ۱۰۴۴۹     | ۱۳۸۲/۰۷/۰۱ |       |
| ۱۳   | تپه در قلعه (دروازه قلعه)         | بارگذاری تصویر | تاریخی                     | شهرستان جعفرآباد، بخش قاهان، به فاصله ۱۰۰۰ متری شمال غربی روستای نویس                 | ۱۰۵۶۲     | ۱۳۸۲/۰۸/۰۲ |       |
| ۱۴   | امامزاده علمدار کیاب              | بارگذاری تصویر | اسلامی                     | شهرستان جعفرآباد، بخش قاهان، ۶۰۰ متری شمال شرقی روستای کیاب                           | ۱۰۵۶۳     | ۱۳۸۲/۰۸/۰۲ |       |
| ۱۵   | تپه امامزاده علمدار کیاب          | بارگذاری تصویر | تاریخی ـ اسلامی            | شهرستان جعفرآباد، بخش قاهان، به فاصله ۷۰۰ متری شمال شرقی روستای کیاب                  | ۱۰۵۶۴     | ۱۳۸۲/۰۸/۰۲ |       |
| ۱۶   | میل چاهک                          | بارگذاری تصویر | ساسانی ـ قرون اولیه اسلامی | شهرستان جعفرآباد، بخش قاهان، سمت شرق روستای چاهک و سمت شمال رودخانه وزوا              | ۱۰۵۶۵     | ۱۳۸۲/۰۸/۰۲ |       |
| ۱۷   | حمام روستای وسفونجرد              | بارگذاری تصویر | صفویه                      | شهرستان جعفرآباد، بخش قاهان، در منتهی الیه جنوب روستای وسفونجرد                       | ۱۱۵۰۰     | ۱۳۸۳/۱۲/۲۴ |       |
| ۱۸   | آب‌انبار آغلک                      | بارگذاری تصویر | صفویه                      | شهرستان جعفرآباد، بخش قاهان، روستای آغلک                                              | ۱۱۵۰۷     | ۱۳۸۳/۱۲/۲۴ |       |
| ۱۹   | تپه مزرعه فیض‌آباد                 | بارگذاری تصویر | ایلخانی                    | شهرستان جعفرآباد، بخش مرکزی، کیلومتری ۲۰ جاده قدیم قم به تهران، شمال رودخانه قره چای  | ۱۳۴۱۹     | ۱۳۸۴/۰۷/۰۶ |       |
| ۲۰   | یخچال طغرود                       | بارگذاری تصویر | قرون متأخر اسلامی          | شهرستان جعفرآباد، بخش مرکزی، روستای طغرود                                             | ۲۰۷۱۳     | ۱۳۸۶/۱۱/۰۹ |       |

### شهرستان قم
| ردیف | نام اثر                            | نگاره          | دیرینگی                                   | موقعیت                                                                                                | شمارهٔ ثبت | تاریخ ثبت  | منبع  |
| ---- | ---------------------------------- | -------------- | ----------------------------------------- | --- | --------- | ---------- | ----- |
| ۱    | حرم فاطمه معصومه                   |                | صفویه ـ قاجاریه                           | خ آستانه مقدسه ۳۴°۳۸′۳۰″ شمالی ۵۰°۵۲′۴۴″ شرقی / ۳۴٫۶۴۱۶۷°شمالی ۵۰٫۸۷۸۸۹°شرقی                          | ۱۲۸       | ۱۳۱۰/۱۰/۱۵ | [ ۵ ] |
| ۲    | مقابر باغ گنبد سبز                 |                | اسلامی ـ قرن ۸ ق                          | خیابان انقلاب، جنب گلزار شهدا                                                                         | ۱۲۹       | ۱۳۱۰/۱۰/۱۵ |       |
| ۳    | مسجد جامع قم                       |                | سلجوقیان ـ صفویه ـ قاجاریه                | قم، خ آذر، محله دروازه ری کوچه مسجد جامع                                                              | ۱۹۴       | ۱۳۱۲/۰۵/۰۹ |       |
| ۴    | امامزاده علی بن جعفر               |                | قرن ۸ ق                                   | قم، خ انقلاب جنب درون گلزار شهدا                                                                      | ۲۴۰       | ۱۳۱۴/۰۹/۱۵ |       |
| ۵    | بقعه شاهزاده ابراهیم               |                | قرن ۸ و ۹ ق                               | قم، خ اتقلاب، جنب گلزار شهداء                                                                         | ۲۹۸       | ۱۳۱۶/۰۹/۲۹ |       |
| ۶    | کاروانسرای پاسنگان                 |                | قرن ۱۳ ق                                  | مرکزی، روستای زنبورک                                                                                  | ۳۵۷       | ۱۳۲۱/۰۳/۲۰ |       |
| ۷    | مجموعه بناهای چهل اختران           |                | قرن ۹ و ۱۱ د۱۳ ق                          | قم، خ آذر، محله چهل دختران                                                                            | ۹۶۵       | ۱۳۵۲/۱۰/۰۸ |       |
| ۸    | قلعه دختر (قم)                     |                | ساسانی                                    | ۳ کیلومتری جنوب قم، ابتدای جاده اراک                                                                  | ۱۲۸۲      | ۱۳۵۴/۰۹/۲۸ |       |
| ۹    | ایوان مسجد امام حسن عسگری (ع)      | بارگذاری تصویر | صفویه                                     | ابتدای خیابان آذر                                                                                     | ۱۳۱۲      | ۱۳۵۵/۱۰/۲۲ |       |
| ۱۰   | کاروانسرای صدرآباد                 |                | صفویه ـ قاجاریه                           | بخش مرکزی، ۵۰ کیلومتری شمال شرقی قم                                                                   | ۱۶۶۸      | ۱۳۶۳/۰۸/۰۶ |       |
| ۱۱   | خانه سید روح‌الله خمینی (قم)        |                | قاجاریه                                   | قم، خ معلم، محله بخچال قاضی                                                                           | ۱۷۴۵      | ۱۳۷۵/۰۴/۱۱ |       |
| ۱۲   | تیمچه بزرگ قم                      |                | زندیه - قاجاریه                           | داخل راسته بازار                                                                                      | ۱۹۰۲      | ۱۳۷۶/۰۵/۱۱ |       |
| ۱۳   | مجموعه راسته بازار کهنه و نو       |                | صفویه ـ قاجاریه                           | بافت قدیمی شهردرجوارمحله عربستان                                                                      | ۱۹۳۷      | ۱۳۷۶/۰۹/۱۶ |       |
| ۱۴   | مدرسه جهانگیرخان                   | بارگذاری تصویر | صفویه ـ قاجاریه                           | ۴۵ کیلومتری عمار یاسر، کوچه مسجد جامع مقابل مسجد جامع                                                 | ۱۹۸۷      | ۱۳۷۷/۰۱/۱۶ |       |
| ۱۵   | قره تپه قمرود                      |                | هزاره ۶ و۴ و۲ ق‌م                          | بخش مرکزی، ۲۳ کیلومتری شمال شهر قم، نرسید ه به روستای قمرود                                           | ۱۹۹۲      | ۱۳۷۷/۰۱/۱۶ |       |
| ۱۶   | خانه حاج قلیخان                    | بارگذاری تصویر | قاجاریه                                   | شهر قم، جنب دبستان سعدی، محل اداره میراث فرهنگی، چهارمردان                                            | ۲۰۷۲      | ۱۳۷۷/۰۴/۲۹ |       |
| ۱۷   | مدرسه غیاثیه                       |                | سلجوقیان ـ تیموریان                       | قم بخش مرکزی، خ آذر                                                                                   | ۲۱۲۹      | ۱۳۷۷/۰۷/۱۲ |       |
| ۱۸   | کاروانسرای سنگی محمدآباد (قم)      |                | سلجوقیان                                  | قم بخش مرکزی دهستان قمرود روستای محمدآباد کاج                                                         | ۲۱۳۸      | ۱۳۷۷/۰۸/۰۹ |       |
| ۱۹   | امامزاده سربخش                     | بارگذاری تصویر | قرن ۸ و ۹ ق                               | خ، اذرمقابل چهل اختران، خ، طالقانی م                                                                  | ۲۱۶۸      | ۱۳۷۷/۰۹/۱۷ |       |
| ۲۰   | امامزاده شاه احمد قاسم             |                | قاجاریه                                   | تقاطع خیابان معلم و سمیه، میدان شاه احمد قاسم                                                         | ۲۱۶۹      | ۱۳۷۷/۰۹/۱۷ |       |
| ۲۱   | قلعه گبری (جمکران)                 | بارگذاری تصویر | پیش از اسلام ـ اسلامی                     | ، ۱فرسنگی شرق قم روستای جمکران                                                                        | ۲۱۷۲      | ۱۳۷۷/۰۹/۱۷ |       |
| ۲۲   | بقعه متبرکه شاهزاده حمزه           |                | صفویه ـ قاجاریه                           | خ اذرمقابل میدان کهنه کوچه شاه حمزه                                                                   | ۲۳۱۸      | ۱۳۷۸/۰۲/۱۹ |       |
| ۲۳   | آرامگاه شیخ اباصلت                 |                | سلجوقیان - صفویه                          | خ، اذرمحله مسجدجامع به سمت خ دروازه ری                                                                | ۲۳۲۱      | ۱۳۷۸/۰۲/۱۹ |       |
| ۲۴   | آستان امامزاده احمد بن محمد حنفیه  |                | قرن ۸ تا ۱۰ ق                             | قم، بلوار ۱۵ خرداد، جنب امامزاده شاه سید علی                                                          | ۲۴۲۷      | ۱۳۷۸/۰۸/۰۲ |       |
| ۲۵   | آستان شش امامزاده                  |                | قاجاریه                                   | بخش مرکزی، جاده قمرود، کوه سفید، روستای سیف آباد                                                      | ۲۴۲۹      | ۱۳۷۸/۰۸/۰۲ |       |
| ۲۶   | آستان خدیجه خاتون                  |                | ایلخانیان (۷۷۰ ق)                         | قم، بخش سلفچگان، جاده قدیم قم، اصفهان، روستای خدیجه خاتون                                             | ۲۴۹۵      | ۱۳۷۸/۰۸/۲۶ |       |
| ۲۷   | آرامگاه سکینه خاتون                |                | صفویه                                     | قم، بخش مرکزی، روستای زالون آباد                                                                      | ۲۴۹۶      | ۱۳۷۸/۰۸/۲۶ |       |
| ۲۸   | کاروانسرای آجری علی‌آباد            |                | قاجاریه                                   | ۵۰ک، شمالشرقی قم بخش مرکزی گردنه علی‌آباد                                                              | ۲۵۸۳      | ۱۳۷۸/۱۱/۱۱ |       |
| ۲۹   | امامزاده محمد (صفورا)              | بارگذاری تصویر | قاجاریه                                   | خ، خاکفرج جنب بیمارستان خیریه الهادی                                                                  | ۲۶۶۷      | ۱۳۷۸/۱۲/۲۵ |       |
| ۳۰   | امامزاده طیب و طاهر                | بارگذاری تصویر | تیموریان                                  | قم، بخش مرکزی، کنار جاده قم به سراجه                                                                  | ۲۶۹۰      | ۱۳۷۹/۰۳/۱۷ |       |
| ۳۱   | امامزاده شاه غریب                  |                | قاجاریه                                   | ک ۲جاده قم به کاشان کنارتپه‌های تل درویش                                                               | ۲۷۹۸      | ۱۳۷۹/۰۷/۱۶ |       |
| ۳۲   | آستان پنج امامزاده                 |                | قاجاریه                                   | قریه گرگای جمکران                                                                                     | ۲۷۹۹      | ۱۳۷۹/۰۷/۱۶ |       |
| ۳۳   | امامزاده شاه جمال                  |                |                                           | قم، ابتدای ورودی جاده اراک به شهر قم                                                                  | ۳۳۴۴      | ۱۳۷۹/۱۲/۲۵ |       |
| ۳۴   | خانه حاج علی خان زند               |                | زندیه - قاجاریه                           | قم، محله چهار مردان، کوچه گذر قلعه                                                                    | ۳۳۴۵      | ۱۳۷۹/۱۲/۲۵ |       |
| ۳۵   | دبیرستان امام صادق                 | بارگذاری تصویر | پهلوی اول                                 | قم، خ معلم، دبیرستان امام صادق                                                                        | ۳۳۴۶      | ۱۳۷۹/۱۲/۲۵ |       |
| ۳۶   | آرامگاه شاهزاده اسماعیل            | بارگذاری تصویر | ایلخانیان                                 | شهرستان قم، بخش کوهک، روستای بیر قان                                                                  | ۳۴۹۱      | ۱۳۷۹/۱۲/۲۵ |       |
| ۳۷   | کاروانسرای منظریه                  |                | صفویه - قاجاریه                           | ۲۵ کیلومتری قدیم تهران، منطقه عمومی منظریه                                                            | ۳۶۲۱      | ۱۳۷۹/۱۲/۲۵ |       |
| ۳۸   | آرامگاه علی بن بابویه قمی          |                | صفویه                                     | شهرستان قم، شرق خ ارم، کوچه ابن بابویه، مقابل گورستان شیخان                                           | ۳۷۸۶      | ۱۳۸۰/۰۲/۱۸ |       |
| ۳۹   | منزل آیت الله حائری یزدی           | بارگذاری تصویر | قاجاریه                                   | شهرقم، مرکز بافت قدیم شهر، نزدیک تکیه آقا سید حسن                                                     | ۳۷۸۷      | ۱۳۸۰/۰۲/۱۸ |       |
| ۴۰   | کاروانسرای سنگی علی‌آباد            |                | سلجوقیان                                  | شهرستان قم، بخش مرکزی، گردنه روستای علی‌آباد                                                           | ۳۸۲۷      | ۱۳۸۰/۰۲/۱۸ |       |
| ۴۱   | قلعه زاربلاغ                       |                | تاریخی                                    | جاده تهران قم، گردنه علی‌آباد، ۵۰۰متری تقاطع اتوبان و جاده قدیم                                        | ۴۳۷۳      | ۱۳۸۰/۰۹/۰۵ |       |
| ۴۲   | مناره و مسجد میدان کهنه            |                | سلجوقیان - صفویه                          | شهرستان قم، خیابان آذر، درون میدان کهنه                                                               | ۴۴۱۹      | ۱۳۸۰/۰۹/۰۵ |       |
| ۴۳   | آستان امامزاده زکریا               |                | صفویه                                     | قم، بخش خلجستان، بین روستاهای میدانک عیسی آباد                                                        | ۴۴۲۰      | ۱۳۸۰/۰۹/۰۵ |       |
| ۴۴   | تپه البرز یک                       | بارگذاری تصویر | از هزاره ۴ تا هزاره یک ق‌م                 | قم، بخش مرکزی غرب روستای البرز                                                                        | ۴۴۲۱      | ۱۳۸۰/۰۹/۰۵ |       |
| ۴۵   | قلعه گلی محمدآباد                  |                | پیش از اسلام ـ اسلامی                     | شهرستان قم، بخش مرکزی، کیلومتر ۵۰ جاده کوه سفید، روستای محمدآباد جنب کاروانسرای قلعه سنگی             | ۴۴۲۲      | ۱۳۸۰/۰۹/۰۵ |       |
| ۴۶   | آق تپه قشلاق                       | بارگذاری تصویر | از هزاره ۶تا هزاره ۴ ق‌م                   | قم، بخش مرکزی، دهستان قمرود، روستای ملک قلعه غربی منطقه قشلاق البرز                                   | ۴۴۲۳      | ۱۳۸۰/۰۹/۰۵ |       |
| ۴۷   | تپه قلعه مبارک‌آباد                 | بارگذاری تصویر | ساسانی ـ اسلامی                           | ۶ کیلومتری شرق شهرستان قم، بخش مرکزی، دهستان قنوات، ۲۰۰ م روستای مبارک‌آباد                            | ۴۶۳۱      | ۱۳۸۰/۱۰/۱۱ |       |
| ۴۸   | میل صفرعلی                         |                | سلجوقیان                                  | شهرستان قم، بخش مرکزی، دهستان قمرود، غرب روستای کاج                                                   | ۴۷۷۵      | ۱۳۸۰/۱۱/۲۳ |       |
| ۴۹   | میل بابک                           | بارگذاری تصویر | سلجوقیان                                  | شهرستان قم، بخش مرکزی، دهستان قمرود، غرب روستای کاج                                                   | ۴۷۷۶      | ۱۳۸۰/۱۱/۲۳ |       |
| ۵۰   | خانه توکلی                         | بارگذاری تصویر | قاجاریه                                   | استان قم شهرستان قم، خیابان آذر، کوچه چهل اختران                                                      | ۴۸۵۳      | ۱۳۸۰/۱۲/۱۹ |       |
| ۵۱   | محوطه ۵۴ بررسیهای منطقه قمرود      | بارگذاری تصویر | تاریخی                                    | استان قم، بخش مرکزی، دهستان قمرود، منطقه یک البرز، یک کیلومتری غرب حلقه‌های ششگانه چاه نفت             | ۴۸۵۴      | ۱۳۸۰/۱۲/۱۹ |       |
| ۵۲   | محوطه ۷۱ بررسی‌های منطقه قمرود      | بارگذاری تصویر | پیش از تاریخ                              | استان قم، بخش مرکزی، دهستان قمرود منطقه البرز غرب حلقه‌های چاه نفت                                     | ۴۸۵۵      | ۱۳۸۰/۱۲/۱۹ |       |
| ۵۳   | محوطه ۵۷ بررسی‌های منطقه قمرود      | بارگذاری تصویر | پیش از تاریخ ـ تاریخی ـ اسلامی            | شهرستان قم، بخش مرکزی، دهستان قمرود                                                                   | ۴۸۵۶      | ۱۳۸۰/۱۲/۱۹ |       |
| ۵۴   | میل علی‌آباد                        |                | سلجوقیان                                  | استان قم، ۵۰ کیلومتری شمال شرقی شهرستان قم، گردنه علی‌آباد، ۱/۵ کیلومتری کاروانسرای علی‌آباد            | ۴۸۶۰      | ۱۳۸۰/۱۲/۱۹ |       |
| ۵۵   | بادگیر قمرود                       |                | قاجاریه                                   | استان قم، بخش مرکزی، داخل بافت روستای قمرود                                                           | ۴۸۶۱      | ۱۳۸۰/۱۲/۱۹ |       |
| ۵۶   | کاروانسرای باقرآباد                |                | قاجاریه                                   | استان قم، بخش مرکزی، دهستان قمرود (کنارجاده قدیم قم به تهران) جنوب شرقی دریاچه حوض سلطان              | ۴۸۶۲      | ۱۳۸۰/۱۲/۱۹ |       |
| ۵۷   | کاروانسرای عسگرآباد                | بارگذاری تصویر | قاجاریه                                   | استان قم، دهستان قمرود، ۱۷ کیلومتری ۸ جاده قدیم قم به تهران، روستای عسگر آباد                         | ۴۸۶۳      | ۱۳۸۰/۱۲/۱۹ |       |
| ۵۸   | پل عسگرآباد                        |                | قاجاریه                                   | استان قم، بخش مرکزی، ۱۷ کیلومتری جاده قدیم به تهران، جنب روستای عسگر آباد                             | ۴۸۶۴      | ۱۳۸۰/۱۲/۱۹ |       |
| ۵۹   | مسجد سید صادق روحانی               | بارگذاری تصویر | قاجاریه                                   | استان قم خیابان انقلاب(چهار مردان)، کوچه ۱۷ نبش کوچه بقعه سلطان محمد شریف (۴)                         | ۴۸۶۵      | ۱۳۸۰/۱۲/۱۹ |       |
| ۶۰   | کاروانسرای آجری پل دلاک            |                | صفویه                                     | شمال شرقی شهرستان قم، منطقه البرز، مابین روستای عسگر آباد جم و روستای کاخ (کناررودخانه خشک قره چای    | ۴۸۶۶      | ۱۳۸۰/۱۲/۱۹ |       |
| ۶۱   | کاروانسرای خشتی پل دلاک            |                | قاجاریه                                   | شهرستان قم، بخش مرکزی، دهستان قمرود، روستای ملک‌آباد                                                   | ۴۸۶۷      | ۱۳۸۰/۱۲/۱۹ |       |
| ۶۲   | کاروانسرای صدری                    |                | قاجاریه                                   | شهرستان قم، انتهای زندآباد، بعد از کمربندی، ابتدای جاده جعفریه                                        | ۴۸۶۸      | ۱۳۸۰/۱۲/۱۹ |       |
| ۶۳   | پل دلاک                            |                | صفویه                                     | شهرستان قم، شمال شرقی شهرستان قم منطقه البرز مابین روستای عسگر آباد چم و روستای کاخ (واقع بر رودخان   | ۴۸۶۹      | ۱۳۸۰/۱۲/۱۹ |       |
| ۶۴   | خانه سید حاجی روحانی               | بارگذاری تصویر | اوایل قاجار                               | شهرستان قم، خیابان انقلاب کوچه ۱۷ کوچه شهید وفاداران مقابل مسجد آقاروحانی                             | ۴۸۷۰      | ۱۳۸۰/۱۲/۱۹ |       |
| ۶۵   | کارخانه ریسباف قم                  | بارگذاری تصویر | معاصر                                     | شهرستان قم، جنوب بافت مرکزی شهر قم، حاشیه جنوبی بستر خشک قمرود و بلوار محمد امین                      | ۴۸۷۱      | ۱۳۸۰/۱۲/۱۹ |       |
| ۶۶   | مجموعه تپه و امامزاده خدیجه خاتون  | بارگذاری تصویر | قرن ۷ و ۸ ق                               | استان قم، شهرستان قم، بخش مرکزی، دهستان قنوات، واقع در دشت نجم‌آباد                                    | ۵۰۱۸      | ۱۳۸۰/۱۲/۲۵ |       |
| ۶۷   | قیز قلعه (جمکران)                  | بارگذاری تصویر | قرن ۷ و ۸ ق                               | شهرستان قم، روستای جمکران                                                                             | ۵۰۵۵      | ۱۳۸۰/۱۲/۲۵ |       |
| ۶۸   | میل امامزاده عبدالله               | بارگذاری تصویر | سلجوقیان                                  | شهرستان قم، بخش سلفچگان، روستای چشمه علی                                                              | ۵۶۷۵      | ۱۳۸۰/۱۲/۲۵ |       |
| ۶۹   | خانه شاکری                         | بارگذاری تصویر | قاجاریه                                   | بافت قدیم شهرستان قم، خیابان آذر، ابتدای کوچه آقا سید حسن نبش کوچه حاج عسگرخان                        | ۵۶۷۷      | ۱۳۸۰/۱۲/۲۵ |       |
| ۷۰   | میل امامزاده جعفر                  | بارگذاری تصویر | سلجوقیان                                  | استان قم، شهرستان قم، بخش سلفچگان، روستای دیزیجان                                                     | ۶۶۰۳      | ۱۳۸۱/۱۰/۱۰ |       |
| ۷۱   | آق‌تپه البرز (محوطه ۳۲)             | بارگذاری تصویر | تاریخی                                    | استان قم، شهرستان قم، بخش مرکزی، دهستان قمرود، روستای البرز                                           | ۶۶۰۴      | ۱۳۸۱/۱۰/۱۰ |       |
| ۷۲   | محوطه ۳۷ قمرود                     | بارگذاری تصویر | هزاره ۶ تا ۴ ق‌م                           | شهرستان قم، بخش مرکزی، دهستان قمرود شمال غرب روستای البرز                                             | ۷۰۴۵      | ۱۳۸۱/۱۱/۱۲ |       |
| ۷۳   | تپه گبری روستای قاضی پائین         | بارگذاری تصویر | پیش از تاریخ تا اسلامی                    | شهرستان قم، بخش مرکزی، روستای قاضی پائین                                                              | ۷۲۳۲      | ۱۳۸۱/۱۱/۱۲ |       |
| ۷۴   | شاهزاده ابراهیم (دستجرد)           | بارگذاری تصویر | اسلامی                                    | شهرستان قم، بخش خلجستان، دهستان دستجرد، درون بافت جدید شهر دستجرد، درون باغات                         | ۷۶۹۴      | ۱۳۸۱/۱۲/۱۷ |       |
| ۷۵   | کاروانسرای حوض سلطان               |                | صفویه ـ قاجاریه                           | شهرستان قم، بخش مرکزی، دهستان قمرود، شرق روستای چشمه شور                                              | ۷۶۹۵      | ۱۳۸۱/۱۲/۱۷ |       |
| ۷۶   | محوطه شماره ۴۸ قمرود               | بارگذاری تصویر | تاریخی                                    | شهرستان قم، بخش مرکزی، دهستان قمرود، روستای البرز                                                     | ۷۶۹۶      | ۱۳۸۱/۱۲/۱۷ |       |
| ۷۷   | قره تپه شاهجرد                     | بارگذاری تصویر | سلجوقیان ـ ایلخانیان                      | شهرستان قم، بخش مرکزی، دهستان قمرود، ۱/۵ کیلومتری شرق روستای شاهجرد                                   | ۷۶۹۷      | ۱۳۸۱/۱۲/۱۷ |       |
| ۷۸   | تپه امامزاده طیب و طاهر            | بارگذاری تصویر | تاریخی ـ اسلامی                           | شهرستان قم، بخش مرکزی، روستای قنوات، ۷۰۰ متری شمال غربی امامزاده طیب و طاهر                           | ۷۶۹۹      | ۱۳۸۱/۱۲/۱۷ |       |
| ۷۹   | میل شهرستان                        | بارگذاری تصویر | ساسانی                                    | جنوب شرقی شهر قم، ۵۰ متری جنوب جاده آسفالته قم به سراجه                                               | ۸۶۲۵      | ۱۳۸۲/۰۲/۰۹ |       |
| ۸۰   | مجموعه فرهنگی تاریخی طینوج         | بارگذاری تصویر | صفویه ـ قاجاریه                           | شهرستان قم، بخش خلجستان، درون بافت روستای طینوج                                                       | ۸۶۲۶      | ۱۳۸۲/۰۲/۰۹ |       |
| ۸۱   | پل امامزاده عبدالله                | بارگذاری تصویر | قاجاریه                                   | شهرستان قم، بخش سلفچگان، ۸۷۶ متری سمت جنوب شرقی روستای قلعه چم، ۵۰ متری شمال شرقی امامزاده عبدالله    | ۸۶۲۷      | ۱۳۸۲/۰۲/۰۹ |       |
| ۸۲   | مجموعه تپه‌های امامزاده سکینه خاتون |                | تاریخی ـ اسلامی                           | شهرستان قم، بخش مرکزی، روستای زالون آباد، جنب امامزاده سکینه خاتون                                    | ۸۶۲۸      | ۱۳۸۲/۰۲/۰۹ |       |
| ۸۳   | آب‌انبار طرلاب                      |                | صفویه                                     | شهرستان قم، ۳۰ کیلومتری جاده قم به اراک، ۱۰۰ متری جنوب کاروانسراهای طلاب                              | ۸۶۲۹      | ۱۳۸۲/۰۲/۰۹ |       |
| ۸۴   | پل طایقان                          |                | صفویه ـ قاجاریه                           | شهرستان قم، بخش سلفچگان، ۳۰۰ متراز روستای طایقان بر روی رودخانه قمرود                                 | ۸۶۳۰      | ۱۳۸۲/۰۲/۰۹ |       |
| ۸۵   | تپه امامزاده نواران                | بارگذاری تصویر | تاریخی ـ اسلامی                           | شهرستان قم، بخش مرکزی، دهستان قنوات، ۲۵۰ متری شمال روستای نواران                                      | ۸۶۳۱      | ۱۳۸۲/۰۲/۰۹ |       |
| ۸۶   | پل قلعه‌چم                          | بارگذاری تصویر | قاجاریه                                   | شهرستان قم، بخش سلفچگان، جنوب روستای قلعه چم، ۸۰۰ متری شمال شرقی پل امامزاده عبدا… (پل سپه)           | ۸۶۳۲      | ۱۳۸۲/۰۲/۰۹ |       |
| ۸۷   | کاروان‌سرای طرلاب                   |                | سلجوقیان ـ صفویه                          | شهر قم، بخش مرکزی، ۳۰ کیلومتری سمت راست جاده قم به اراک بافاصله ۴ متر از جاده                         | ۸۶۳۴      | ۱۳۸۲/۰۲/۰۹ |       |
| ۸۸   | آب‌انبار سراجه                      | بارگذاری تصویر | صفویه                                     | شرق شهر قم، بخش مرکزی، دهستان قنوات شرق روستای سراجه در محله زعفرانی                                  | ۸۶۳۶      | ۱۳۸۲/۰۲/۰۹ |       |
| ۸۹   | پل طینوج                           |                | صفویه                                     | شهرستان قم، بخش خلجستان، سمت غرب کاروانسرا و آب انبار آجری روستای طینوج                               | ۸۶۳۸      | ۱۳۸۲/۰۲/۰۹ |       |
| ۹۰   | خانه یزدانپناه                     |                | اواخر قاجار                               | قم، خیابان باجک، کوچه شماره ۱۱                                                                        | ۹۱۵۱      | ۱۳۸۲/۰۴/۲۴ |       |
| ۹۱   | حمام حاج عسگرخان                   |                | قاجاریه (۱۲۱۶ ق)                          | شهرستان قم، داخل راسته بازار نو                                                                       | ۱۰۰۶۱     | ۱۳۸۲/۰۶/۲۳ |       |
| ۹۲   | تپه قلی درویش                      |                | عصر آهن                                   | شهرستان قم، بخش مرکزی، بلوار جمکران، از ابتدای ریل راه‌آهن تا حدود ۷۰ متری جاده کاشان                  | ۱۰۱۷۳     | ۱۳۸۲/۰۶/۲۳ |       |
| ۹۳   | کاروانسرای دیر گچین                |                | ساسانیان                                  | شهرستان قم، بخش مرکزی، ۸۰ کیلومتری شمال شرق قم در کیلومتر ۶۰ بزرگراه گرمسار                           | ۱۰۴۰۸     | ۱۳۸۲/۰۷/۰۱ |       |
| ۹۴   | قلعه واسون                         | بارگذاری تصویر | ماد ـ اشکانی (پارت) ـ ساسانی              | شهرستان قم، بخش سلفچگان، دهستان نیزار، شمال شرقی روستای واسون، غرب مزرعه واسون                        | ۱۰۴۵۰     | ۱۳۸۲/۰۷/۰۱ |       |
| ۹۵   | کاروان‌سرای الله قلی                |                | صفویه ـ قاجاریه                           | شهرستان قم، بخش مرکزی، دهستان سلفچگان، جاده قم به اراک، روستای ا… قلی                                 | ۱۰۵۶۱     | ۱۳۸۲/۰۸/۰۲ |       |
| ۹۶   | خانه حاج باقر روحانی               | بارگذاری تصویر | اواخر قاجار                               | قم، خیابان انقلاب کوچه ۱۷ داخل کوچه شادقلیخان                                                         | ۱۰۵۶۶     | ۱۳۸۲/۰۸/۰۲ |       |
| ۹۷   | آب‌انبار لب چال                     | بارگذاری تصویر | اواخر قاجار (۱۳۳۸ ق)                      | قم خیابان ۴۵ متری عمار یاسر کوچه عمار یاسر ۵                                                          | ۱۰۵۶۸     | ۱۳۸۲/۰۸/۰۲ |       |
| ۹۸   | آب‌انبار طیب و طاهر                 | بارگذاری تصویر | صفویه                                     | شهرستان قم، بخش مرکزی، دهستان قنوات، سمت چپ جاده قم به روستای مبارک‌آباد                               | ۱۰۵۶۹     | ۱۳۸۲/۰۸/۰۲ |       |
| ۹۹   | آب‌انبار مبارک‌آباد                  | بارگذاری تصویر | قاجاریه                                   | شهرستان قم، بخش مرکزی، جاده قم به سراجه، ابتدای روستای مبارک‌آباد                                      | ۱۰۵۷۰     | ۱۳۸۲/۰۸/۰۲ |       |
| ۱۰۰  | پل‌هاوکوره آجرپزی                   | بارگذاری تصویر | صفویه ـ قاجاریه                           | شهرستان قم، بخش سلفچگان، دهستان نیزار، جاده قدیم قم، اصفهان بعد از روستای چشمه علی                    | ۱۰۵۷۱     | ۱۳۸۲/۰۸/۰۲ |       |
| ۱۰۱  | محوطه ۵۳ بررسی‌های قمرود            | بارگذاری تصویر | تاریخی                                    | شهرستان قم، بخش مرکزی، دهستان قمرود، روستای البرز، جنوب غربی حلقه‌های ششگانه نفت                       | ۱۰۵۷۲     | ۱۳۸۲/۰۸/۰۲ |       |
| ۱۰۲  | آب‌انبار البرز                      |                | قاجاریه                                   | شهرستان قم، بخش مرکزی، دهستان قمرود، ابتدای روستای البرز                                              | ۱۰۵۷۳     | ۱۳۸۲/۰۸/۰۲ |       |
| ۱۰۳  | تپه میشل                           | بارگذاری تصویر | هزاره یک ق‌م                               | شهرستان قم، بخش خلجستان، دهستان دستجرد، جنوب روستای طینوج، جنب مزرعه آقای پرویز ابرقویی               | ۱۰۵۷۵     | ۱۳۸۲/۰۸/۰۲ |       |
| ۱۰۴  | تپه کمر بلبل                       | بارگذاری تصویر | تاریخی ـ اسلامی                           | شهرستان قم، بخش سلفچگان، دهستان نیزار، ۵ کیلومتری جنوب غربی روستای خدیجه خاتون، شمال ارتفاعات کمربلبل | ۱۰۷۸۱     | ۱۳۸۲/۱۱/۰۲ |       |
| ۱۰۵  | آب‌انبار کاج                        |                | قاجاریه                                   | شهرستان قم، بخش مرکزی، دهستان قمرود شمال روستای کاج                                                   | ۱۱۰۷۷     | ۱۳۸۳/۰۶/۱۶ |       |
| ۱۰۶  | حمام گذر عشقعلی                    | بارگذاری تصویر | اواخر قاجار                               | قم، خیابان انقلاب، کوچه عشقعلی                                                                        | ۱۱۰۷۸     | ۱۳۸۳/۰۶/۱۶ |       |
| ۱۰۷  | مسجد و آب انبار سید اسماعیل        |                | اواخر قاجار                               | قم، کوچه جنب تیمچه بازار، کوی سیداسماعیل، پلاکهای ۳۸/۳۹/۴۰/۴۲/۴۶                                      | ۱۱۰۸۰     | ۱۳۸۳/۰۶/۱۶ |       |
| ۱۰۸  | کاروان‌سرای البرز                   |                | قاجاریه                                   | شهرستان قم، بخش مرکزی، دهستان قمرود، روستای البرز مسیر روستای کاج                                     | ۱۱۰۸۱     | ۱۳۸۳/۰۶/۱۶ |       |
| ۱۰۹  | حمام روستای البرز                  | بارگذاری تصویر | قاجاریه                                   | شهرستان قم، بخش مرکزی، دهستان قمرود، روستای البرز                                                     | ۱۱۰۸۲     | ۱۳۸۳/۰۶/۱۶ |       |
| ۱۱۰  | آب‌انبار راهجرود                    | بارگذاری تصویر | صفویه                                     | شهرستان قم، بخش مرکزی، غرب روستای راهجرود                                                             | ۱۱۰۸۳     | ۱۳۸۳/۰۶/۱۶ |       |
| ۱۱۱  | مسجد روستای البرز                  | بارگذاری تصویر | قاجاریه                                   | شهرستان قم، بخش مرکزی، دهستان قمرود، روستای البرز                                                     | ۱۱۰۸۴     | ۱۳۸۳/۰۶/۱۶ |       |
| ۱۱۲  | آب‌انبار باقرآباد                   | بارگذاری تصویر | پهلوی اول                                 | شهرستان قم، بخش مرکزی، دهستان قمرود، روستای باقرآباد                                                  | ۱۱۰۸۵     | ۱۳۸۳/۰۶/۱۶ |       |
| ۱۱۳  | قلعه مظفرآباد                      |                | قاجاریه                                   | شهرستان قم، بخش مرکزی، دهستان قمرود، ۴ کیلومتری شرق روستای قمرود                                      | ۱۱۰۹۷     | ۱۳۸۳/۰۶/۱۶ |       |
| ۱۱۴  | مسجد و آب‌انبار سلماسی              | بارگذاری تصویر | پهلوی اول                                 | شهرستان قم، خ ارم، کوچه سلماسی                                                                        | ۱۱۰۹۸     | ۱۳۸۳/۰۶/۱۶ |       |
| ۱۱۵  | آب‌انبار کوه‌سفید                    |                | قاجاریه                                   | شهرستان قم، بخش مرکزی، دهستان قمرود، روستای کوه سفید                                                  | ۱۱۰۹۹     | ۱۳۸۳/۰۶/۱۶ |       |
| ۱۱۶  | مسجد چهل اختران                    |                | اواخر قاجار                               | شهرستان قم، خ طالقانی، کوچه چهل اختران، محله موسویان                                                  | ۱۱۱۰۰     | ۱۳۸۳/۰۶/۱۶ |       |
| ۱۱۷  | آستان امامزاده عبدالله فوجرد       | بارگذاری تصویر | قاجاریه                                   | شهرستان قم، بخش خلجستان، بعداز روستای رستگان، حدود یک کیلومتری روستای فوجرد                           | ۱۱۱۰۲     | ۱۳۸۳/۰۶/۱۶ |       |
| ۱۱۸  | آب‌انبار صدرآباد                    |                | صفویه ـ قاجاریه                           | شهرستان قم، بخش مرکزی، دهستان قمرود، بین روستاهای کاج و امین آباد                                     | ۱۱۱۰۳     | ۱۳۸۳/۰۶/۱۶ |       |
| ۱۱۹  | امامزاده حلیمه خاتون               | بارگذاری تصویر | قاجاریه                                   | شهرستان قم، بخش مرکزی، دهستان قنوات، روستای لنگرود                                                    | ۱۱۴۹۹     | ۱۳۸۳/۱۲/۲۴ |       |
| ۱۲۰  | پل ورزنه                           |                | پهلوی اول                                 | شهرستان قم، بخش خلجستان، دهستان دستجرد، جنوب غربی روستای ورزنه                                        | ۱۱۵۰۱     | ۱۳۸۳/۱۲/۲۴ |       |
| ۱۲۱  | حمام مظفرآباد                      | بارگذاری تصویر | قاجاریه                                   | شهرستان قم، بخش مرکزی، دهستان قمرود، ۴ کیلومتری شرق روستای قمرود                                      | ۱۱۵۰۲     | ۱۳۸۳/۱۲/۲۴ |       |
| ۱۲۲  | قلعه سام‌آباد                       |                | قاجاریه                                   | شهرستان قم، بخش مرکزی، دهستان قمرود، ۴ کیلومتری جنوب شرقی روستای قمرود                                | ۱۱۵۰۳     | ۱۳۸۳/۱۲/۲۴ |       |
| ۱۲۳  | پل شکسته قمرود                     | بارگذاری تصویر | صفویه                                     | شهرستان قم، بخش مرکزی، دهستان قمرود، روستای کاج شمال غربی کوه سپر رستم                                | ۱۱۵۰۴     | ۱۳۸۳/۱۲/۲۴ |       |
| ۱۲۴  | بیمارستان فاطمی قم                 | بارگذاری تصویر | پهلوی اول                                 | قم، ضلع جنوبی خیابان معلم، جنب مدرسه امام صادق (ع) (حکیم نظامی)                                       | ۱۱۵۰۵     | ۱۳۸۳/۱۲/۲۴ |       |
| ۱۲۵  | مسجد پنجه علی                      | بارگذاری تصویر | قرن ۹ ق تا قاجاریه                        | قم، محله چهار مردان، کوچه مسجد پنجه علی                                                               | ۱۱۵۰۸     | ۱۳۸۳/۱۲/۲۴ |       |
| ۱۲۶  | خانه آیت‌الله بروجردی               | بارگذاری تصویر | اواخر قاجار                               | قم، خ آذر، کوچه تکیه آقا سید حسن                                                                      | ۱۲۵۴۳     | ۱۳۸۴/۰۵/۱۱ |       |
| ۱۲۷  | خانه سلامتی‌ها                      | بارگذاری تصویر | اواخر قاجار                               | قم، خ باجک، کوچه ۱۱، کوچه یزدانپناه، پلاک ۱۵                                                          | ۱۲۵۴۴     | ۱۳۸۴/۰۵/۱۱ |       |
| ۱۲۸  | آب‌انبار شادقلی‌خان                  | بارگذاری تصویر | قاجاریه                                   | قم، ضلع جنوبی فازچهارم، خ ۴۵ م عمار یاسر                                                              | ۱۲۵۴۵     | ۱۳۸۴/۰۵/۱۱ |       |
| ۱۲۹  | آب‌انبار عربستان                    | بارگذاری تصویر | پهلوی                                     | قم، خ ۵۵ م عمار یاسر، کوچه عربستان                                                                    | ۱۲۵۴۶     | ۱۳۸۴/۰۵/۱۱ |       |
| ۱۳۰  | میل مقبول‌آباد                      | بارگذاری تصویر | اسلامی ـ سلجوقی                           | شهرستان قم، بخش خلجستان، دهستان دستجرد، جنوب غربی روستای مقبول آباد                                   | ۱۳۴۲۰     | ۱۳۸۴/۰۷/۰۶ |       |
| ۱۳۱  | مسجد اعظم قم                       |                | پهلوی                                     | شهرقم، مجاورت حرم حضرت معصومه                                                                         | ۱۴۰۰۰     | ۱۳۸۴/۱۱/۰۹ |       |
| ۱۳۲  | آب‌انبار حاجی‌آباد                   | بارگذاری تصویر | قاجاریه                                   | شهرستان قم، بخش مرکزی، دهستان قنوات روستای حاجی‌آباد آقا                                               | ۱۴۷۸۲     | ۱۳۸۴/۱۲/۱۶ |       |
| ۱۳۳  | آب‌انبار حاج حسینعلی سزاور          | بارگذاری تصویر | اواخر قاجار ـ ۱۳۷۵ ق                      | شهرستان قم، به فاصله ۷۰۰ م شمال غربی شهرک شهر قائم                                                    | ۱۴۷۸۳     | ۱۳۸۴/۱۲/۱۶ |       |
| ۱۳۴  | آب‌انبار دروازه کاشان               | بارگذاری تصویر | اواخر قاجار                               | شهرقم، بلوار شهید روحانی کوچه دروازه ری، جنب بقعه امامزاده ابراهیم گلزار                              | ۱۴۷۸۴     | ۱۳۸۴/۱۲/۱۶ |       |
| ۱۳۵  | قلعه سرخه (نیزار)                  | بارگذاری تصویر | ساسانی ـ قرون اولیه اسلامی                | شهرستان قم، بخش سلفچگان، دهستان نیزار، روستای نیزار                                                   | ۲۰۱۵۱     | ۱۳۸۶/۰۸/۲۲ |       |
| ۱۳۶  | تپه قلعه چم لاواردار               | بارگذاری تصویر | پیش از تاریخ ـ تاریخی ـ قرون اولیه اسلامی | شهرستان قم، بخش سلفچگان، دهستان نیزار، روستای نیزار                                                   | ۲۰۱۵۲     | ۱۳۸۶/۰۸/۲۲ |       |
| ۱۳۷  | تپه گبری حسین‌آباد میش مست          | بارگذاری تصویر | ساسانی ـ قرون اولیه اسلامی                | شهرستان قم، بخش مرکزی، دهستان قنوات، روستای حسین‌آباد میش مست                                          | ۲۰۱۵۳     | ۱۳۸۶/۰۸/۲۲ |       |
| ۱۳۸  | آستان امامزادگان اهلعلی و سهلعلی   |                | قرون اولیه اسلامی                         | شهرستان قم، بخش مرکزی، دهستان قمرود، روستای کوشک نصرت، مزرعه دشت احمد                                 | ۲۰۲۲۹     | ۱۳۸۶/۰۸/۲۷ |       |
| ۱۳۹  | آب‌انبار یزدی‌ها                     | بارگذاری تصویر | قرون متاخر اسلامی                         | شهر قم، خ عمار یاسر، ک اشعری                                                                          | ۲۰۲۳۰     | ۱۳۸۶/۰۸/۲۷ |       |
| ۱۴۰  | آب‌انبار سنگی پاسنگان               |                | قرون متاخر اسلامی                         | شهرستان قم، بخش مرکزی، دهستان قمرود، روستای پاسنگان، بین اتوبان و جاده قدیم قم به کاشان               | ۲۰۲۳۱     | ۱۳۸۶/۰۸/۲۷ |       |
| ۱۴۱  | کوشک نصرت                          | بارگذاری تصویر | قرون متاخر اسلامی                         | شهرستان قم، بخش مرکزی، دهستان قمرود، روستای کوشک نصرت                                                 | ۲۰۲۳۲     | ۱۳۸۶/۰۸/۲۷ |       |
| ۱۴۲  | آب‌انبار وادی‌السلام                 | بارگذاری تصویر | قرون متاخر اسلامی                         | شهر قم، میدان الهادی، خ امام موسی صدر، جنب ورودی قبرستان                                              | ۲۰۲۳۳     | ۱۳۸۶/۰۸/۲۷ |       |
| ۱۴۳  | پل روس‌ها                           | بارگذاری تصویر | قرون متاخر اسلامی ـ جنگ جهانی دوم         | شهر قم، بلوار امین، میدان ایران مرینوس (میدان شاهد)                                                   | ۲۰۲۳۴     | ۱۳۸۶/۰۸/۲۷ |       |
| ۱۴۴  | مسجد سرحوض                         | بارگذاری تصویر | قرون متاخر اسلامی                         | شهر قم، خیابان چهارمردان، گذر سفیدآب                                                                  | ۲۰۲۳۵     | ۱۳۸۶/۰۸/۲۷ |       |
| ۱۴۵  | آب‌انبار امامزاده حمزه              | بارگذاری تصویر | قرون متاخر اسلامی                         | شهر قم، خ آذر، ک امامزاده حمزه                                                                        | ۲۰۲۳۶     | ۱۳۸۶/۰۸/۲۷ |       |
| ۱۴۶  | امامزاده ساریه خاتون               | بارگذاری تصویر | قرون میانه اسلامی                         | شهرستان قم، بخش سلفچگان، روستای ساریه خاتون                                                           | ۲۰۷۰۹     | ۱۳۸۶/۱۱/۰۹ |       |
| ۱۴۷  | محوطه سنجگان                       |                | اشکانی ـ ساسانی                           | شهرستان قم، بخش سلفچگان، دهستان راهجرد، روستای سنجگان                                                 | ۲۰۷۱۰     | ۱۳۸۶/۱۱/۰۹ |       |
| ۱۴۸  | محوطه قاسم‌آباد خرابه               | بارگذاری تصویر | اشکانی ـ ساسانی                           | شهرستان قم، بخش مرکز ی، روستای لنگرود، تقاطع جاده قدیم و اتوبان قم، کاشان                             | ۲۰۷۱۱     | ۱۳۸۶/۱۱/۰۹ |       |
| ۱۴۹  | آب‌انبار چهاربرج                    | بارگذاری تصویر | قرون متأخر اسلامی                         | شهرستان قم، بخش مرکزی، روستای چهاربرج                                                                 | ۲۰۷۱۲     | ۱۳۸۶/۱۱/۰۹ |       |
| ۱۵۰  | آب‌انبار آجری پاسنگان               |                | قرون متاخر اسلامی                         | شهرستان قم، بخش مرکزی، روستای پاسنگان، بین اتوبان و جاده قدیم قم، کاشان                               | ۲۰۷۱۴     | ۱۳۸۶/۱۱/۰۹ |       |
| ۱۵۱  | مدرسه فیضیه                        |                | قرون میانه اسلامی                         | شهر قم، جنب حرم حضرت معصومه، میدان آستانه مقدسه                                                       | ۲۰۷۱۵     | ۱۳۸۶/۱۱/۰۹ |       |
| ۱۵۲  | مدرسه حجتیه                        | بارگذاری تصویر | قرون متأخر اسلامی                         | شهر قم، میدان شهدا، خیابان حجتیه                                                                      | ۲۰۷۱۶     | ۱۳۸۶/۱۱/۰۹ |       |
| ۱۵۳  | مجموعه‌های کوره میلی‌های استان قم    | بارگذاری تصویر | پهلوی دوم                                 | شهرستان قم، کیلومتری ۵ جاده قدیم قم، کاشان                                                            | ۲۳۶۴۵     | ۱۳۸۷/۰۸/۲۵ |       |
| ۱۵۴  | گذر خان                            |                | قرون متاخر اسلامی                         | شهر قم، ضلع شرقی خیابان ارم، مقابل میدان آستانه مقدسه                                                 | ۲۳۶۴۷     | ۱۳۸۷/۰۸/۲۵ |       |
| ۱۵۵  | تپه قلعه جننی                      | بارگذاری تصویر | تاریخی                                    | شهرستان قم، بخش سلفچگان، دهستان نیزار، ۵ کیلومتری شمال روستای حسین‌آباد نیزار                          | ۲۳۶۵۰     | ۱۳۸۷/۰۸/۲۵ |       |
| ۱۵۶  | قلعه تپه النگ                      | بارگذاری تصویر | تاریخی                                    | شهرستان قم، بخش خلجستان، دهستان دستجرد، درون باغات روستای گیو                                         | ۲۳۶۵۱     | ۱۳۸۷/۰۸/۲۵ |       |

### شهرستان کهک
| ردیف | نام اثر                         | نگاره          | دیرینگی                        | موقعیت                                                                     | شمارهٔ ثبت | تاریخ ثبت  | منبع |
| ---- | ------------------------------- | -------------- | ------------------------------ | -------------------------------------------------------------------------- | --------- | ---------- | ---- |
| ۱    | مسجد صرم                        | بارگذاری تصویر | صفویه                          | شهرستان کهک، بخش مرکزی، ۱۵ کیلومتری شمال کهک درون بافت روستا               | ۱۶۴۴      | ۱۳۶۲/۰۸/۲۲ |      |
| ۲    | خانه حکیم‌باشی ملاصدرا           |                | صفویه                          | شهر کهک، ۳۶ کیلومتری جنوب قم                                               | ۱۸۲۱      | ۱۳۷۵/۱۰/۰۵ |      |
| ۳    | تپه صرم                         | بارگذاری تصویر | هزاره یک ق‌م                    | شهرستان کهک، بخش مرکزی، میان روستاهای صرم و خورآباد                        | ۲۳۴۴      | ۱۳۷۸/۰۴/۲۹ |      |
| ۴    | سد کبار                         |                | اسلامی (پیش از صفویه)          | شهرستان کهک، بخش مرکزی، ۲۸ کیلومتری جنوب شرقی قم بعد از روستای خور آباد    | ۳۰۳۳      | ۱۳۷۹/۱۱/۰۳ |      |
| ۵    | تپه قلعه خورآباد                | بارگذاری تصویر | تاریخی ـ اسلامی                | شهرستان کهک، بخش مرکزی، روستای خور آباد                                    | ۳۴۹۲      | ۱۳۷۹/۱۲/۲۵ |      |
| ۶    | محوطه شمشیر گاه                 | بارگذاری تصویر | هزاره یک ق‌م تا اسلامی          | شهرستان کهک، بخش مرکزی، جنوب روستای خور آباد                               | ۴۶۳۰      | ۱۳۸۰/۱۰/۱۱ |      |
| ۷    | مسجد جامع کهک                   | بارگذاری تصویر | صفویه ـ معاصر                  | شهر کهک، خ ملاصدرا، بالاتر کوچه ملاصدرای ۹ مچله چاله حمام                  | ۴۶۳۲      | ۱۳۸۰/۱۰/۱۱ |      |
| ۸    | آب‌انبار کهک                     | بارگذاری تصویر | صفویه                          | شهر کهک، خ ملا صدرا، بالاتر کوچه ملاصدرا ۹ جنب مسجد جامع                   | ۴۶۳۴      | ۱۳۸۰/۱۰/۱۱ |      |
| ۹    | آرامگاه زینب خاتون و گورستان آن |                | صفویه                          | شهرستان کهک، یک کیلومتری شمال غربی، شهر کهک، ۷۰ متری جنوب بقعه زینب خاتون  | ۴۷۴۴      | ۱۳۸۰/۱۱/۲۳ |      |
| ۱۰   | آرامگاه سلطان محمود صرم         | بارگذاری تصویر | صفویه ـ قاجاریه                | شهرستان کهک، شمال غربی و خارج از دهکده صرم                                 | ۴۷۷۳      | ۱۳۸۰/۱۱/۲۳ |      |
| ۱۱   | میل میم                         | بارگذاری تصویر | سلجوقیان                       | شهرستان کهک، بخش فردو، شمال روستای میم                                     | ۴۷۷۴      | ۱۳۸۰/۱۱/۲۳ |      |
| ۱۲   | حمام قبادبزن                    | بارگذاری تصویر | قاجاریه                        | شهرستان کهک، بخش مرکزی، روستای قباد بزن                                    | ۴۸۵۸      | ۱۳۸۰/۱۲/۱۹ |      |
| ۱۳   | بقعه شاهزاده هادی               | بارگذاری تصویر | صفویه ـ قاجاریه                | شهرستان کهک، بخش فردو، خارج و شمال روستای وشنوه                            | ۴۸۷۲      | ۱۳۸۰/۱۲/۱۹ |      |
| ۱۴   | قلعه کی‌کویه                     | بارگذاری تصویر | اسلامی                         | شهرستان کهک، بخش مرکزی، غرب روستای سیرو                                    | ۷۰۴۶      | ۱۳۸۱/۱۱/۱۲ |      |
| ۱۵   | شاهزاده ابراهیم (سیرو)          | بارگذاری تصویر | صفویه                          | شهرستان کهک، بخش مرکزی، روستای سیرو                                        | ۷۶۹۳      | ۱۳۸۱/۱۲/۱۷ |      |
| ۱۶   | تپه قلعه و شنوه                 |                | تاریخی ـ اسلامی                | شهرستان کهک، بخش فردو، شمال غرب روستای وشنوه                               | ۷۶۹۸      | ۱۳۸۱/۱۲/۱۷ |      |
| ۱۷   | آتشکده کرمجگان                  |                | ساسانی                         | شهرستان کهک، بخش مرکزی، شمال غرب روستای کرمجگان، شرق گورستان قدیمی         | ۸۶۳۷      | ۱۳۸۲/۰۲/۰۹ |      |
| ۱۸   | عصارخانه کهک                    | بارگذاری تصویر | صفویه                          | شهر کهک، بافت قدیمی شهر، غرب خانه ملاصدرا                                  | ۹۱۵۰      | ۱۳۸۲/۰۴/۲۴ |      |
| ۱۹   | امامزاده ابراهیم دستگرد         | بارگذاری تصویر | صفویه                          | شهرستان کهک، بخش فردو، درون بافت روستای دستگرد                             | ۱۰۴۴۸     | ۱۳۸۲/۰۷/۰۱ |      |
| ۲۰   | تپه دژ کهنه (تیزه کهنه)         | بارگذاری تصویر | تاریخی                         | شهرستان کهک، بخش مرکزی، دهستان کرمجگان، حدود ۶۰ متری غرب روستای ابرجس      | ۱۰۵۶۷     | ۱۳۸۲/۰۸/۰۲ |      |
| ۲۱   | تپه کفتر خون قزقون به سر        | بارگذاری تصویر | هزاره یک ق‌م                    | شهرستان کهک، بخش فردو، جنوب روستای دستگرد جنب مزرعه جهان‌آباد (امیریه سابق) | ۱۰۵۷۴     | ۱۳۸۲/۰۸/۰۲ |      |
| ۲۲   | خانه شیخ باقرعربشاهی            |                | اواخر قاجار                    | شهرستان کهک، بخش مرکزی، بافت قدیم شهر کهک                                  | ۱۱۱۰۱     | ۱۳۸۳/۰۶/۱۶ |      |
| ۲۳   | امامزاده باوره فردو             | بارگذاری تصویر | صفویه                          | شهرستان کهک، بخش فردو، روستای فردو                                         | ۱۱۵۰۶     | ۱۳۸۳/۱۲/۲۴ |      |
| ۲۴   | بقعه شاهزاده سلیمان             | بارگذاری تصویر | اسلامی                         | شهرستان کهک، بخش مرکزی، جنوب روستای خورآباد                                | ۱۳۴۲۱     | ۱۳۸۴/۰۷/۰۶ |      |
| ۲۵   | خانه دکتر علیمحمد عربشاهی       | بارگذاری تصویر | قاجاریه                        | شهرکهک، درون بافت قدیم، جنب منزل حاج شیخ باقر عربشاهی                      | ۱۴۷۸۱     | ۱۳۸۴/۱۲/۱۶ |      |
| ۲۶   | قلعه کرمجگان                    | بارگذاری تصویر | تاریخی ـ اسلامی                | شهرستان کهک، بخش مرکزی، دهستان کرمجگان، شمال غرب روستای کرمجگان            | ۱۸۶۷۷     | ۱۳۸۵/۱۲/۲۸ |      |
| ۲۷   | قلعه عبدالله                    | بارگذاری تصویر | اسلامی ـ ساسانی                | شهرستان کهک، بخش مرکزی، شهر کهک                                            | ۲۰۷۰۸     | ۱۳۸۶/۱۱/۰۹ |      |
| ۲۸   | مجموعه معادن مس لقه مراد        | بارگذاری تصویر | پیش از تاریخ ـ تاریخی ـ اسلامی | شهرستان کهک، بخش فردو، روستای وشنوه، کوه‌های جنوب شرقی وشنوه                | ۲۳۶۴۶     | ۱۳۸۷/۰۸/۲۵ |      |
| ۲۹   | مجموعه معادن مس مزرعه (وشنوه)   | بارگذاری تصویر | پیش از تاریخ ـ تاریخی          | شهرستان کهک، بخش فردو، کوه‌های جنوب شرقی روستای وشنوه                       | ۲۳۶۴۸     | ۱۳۸۷/۰۸/۲۵ |      |
| ۳۰   | مجموعه معادن چاله غار وشنوه     | بارگذاری تصویر | پیش از تاریخ ـ تاریخی          | شهرستان کهک، بخش فردو، کوه‌های جنوبی روستای وشنوه                           | ۲۳۶۴۹     | ۱۳۸۷/۰۸/۲۵ |      |